# جریت‌لر (آلاداغ)
جریت‌لر (به ترکی استانبولی: Ceritler) یک منطقهٔ مسکونی در ترکیه است که در آلاداغ، آدانا واقع شده‌است.